# コロムビア・トップ
コロムビア・トップ（1922年5月6日 - 2004年6月7日）は、日本の漫才師、漫談家、声優、政治家。参議院議員。 本名、下村 泰（しもむら ゆたか）。勲等は勲二等。東京市浅草区（現：東京都台東区浅草）出身。三男は俳優の下村彰宏。孫にダンス作家の下村唯。

## 略歴
- 1940年（昭和15年） 北辰電機・青年学校卒業。
- 1942年（昭和17年） 陸軍へ入隊し、加藤隼戦闘隊に配属[1]。ビルマのラングーンに駐屯。
- 1946年（昭和21年） 抑留先のナコーンナーヨックの収容所で演芸会の即席漫才をやった池田喜作と復員後に漫才コンビを組み、青空トップ・ライトとしてデビュー[1][3]。
- 1950年（昭和25年） 池田の死去に伴い、鳥屋二郎とコンビを組み直す[3]。芸名は変らず青空トップ・ライト。
- 1952年（昭和27年） コロムビア芸能と契約し、コロムビア・トップ・ライトに改名。時事、風刺漫才で活躍[3]。
- 1971年（昭和46年）9月 谷岡ヤスジ原作の劇場アニメ『ヤスジのポルノラマ やっちまえ!!』に社長役として出演。
- 1974年（昭和49年）7月 第10回参議院議員通常選挙に全国区から立候補し、参議院議員に初当選（その後、3期17年6か月務める。第二院クラブに所属）。これに伴いコンビ解消[3]。
- 1980年（昭和55年）6月 第12回参議院議員通常選挙に立候補するも落選。9月 テレビアニメ『おじゃまんが山田くん』スタート。主人公、山田よしお役を2年間にわたって演じた。　悪党狩り第13話(1981年1月)出演。
- 1982年（昭和57年）コンビ復活[1]。
- 1983年（昭和58年）6月 第13回参議院議員通常選挙に立候補するも次点で落選。12月に野坂昭如が第37回衆議院議員総選挙立候補に伴う退職により繰り上げ当選[1]。
- 1989年（平成元年）7月 第15回参議院議員通常選挙に立候補し、3期目当選。
- 1995年（平成7年）  東京都知事となった青島幸男の後を引き継ぎ、第二院クラブ代表になるが、7月の第17回参議院議員通常選挙では落選。同年、勲二等旭日重光章を受章[3][4]。
- 1998年（平成10年）7月 第18回参議院議員通常選挙に立候補するも再び落選。これを機に政界から引退。
- 2004年（平成16年）3月、親交の深い島倉千代子の歌手生活50周年記念パーティーに出席し、自身の強い希望で乾杯の音頭を取る。これが生前、公の場に出た最期となった。生前最後のテレビ出演は同年3月放送の、レギュラー出演していた「昭和歌謡大全集」（テレビ東京）だった。
- 2004年（平成16年）6月7日午後8時31分、呼吸不全で死去。82歳没。 死没日をもって正四位に叙される。墓所は目黒区東光寺。

## 人物
- 「青空一門」の総帥。漫才協団（現：漫才協会）を率いて「トップに嫌われては東京の漫才師としては生きられない」と言われる程の勢力を誇った。議員活動としては「あゆみの箱」活動、障害者福祉などの分野に取り組んだ。議会内では必ず和服を着ていた。
- 懐メロ番組の司会も多く務め、「昭和歌謡大全集」ではご意見番として出演し、「年忘れにっぽんの歌」では途中何度か間はあるものの、1968年から2000年まで通算30年以上司会を務めている。
- 第二次世界大戦前からの野球ファンで、東京巨人軍を贔屓にしていた。
- 最晩年は癌を患いながらも死去する数か月前までラジオに生出演するなど仕事への執念を見せた。

## エピソード
- 1994年3月に当時の細川護煕首相と会食した際、首相が「もう辞めたい」とこぼした事を報道陣に暴露し騒然となる。細川は一ヶ月後退陣に追い込まれた。
- 一度テレビ番組の企画で同じ政治家の浜田幸一と「コロムビア・トップ・ラスト」で漫才をやった事がある。また、晩年は内海桂子と共に漫才を行うこともあった。
- 1990年の夏、笑点に出演した時のこと。大喜利の第3問で「田舎にいる母親（司会者）が、息子（大喜利メンバー）へ『お前、帰って来なさいよ』と言うので、答を返す」というお題が出た。このお題に林家こん平が「お母さん。政治家というのはね、夏休みを返上して国民のために働くのが本当の務めなんだよ。笑点に出て、漫談なんかやってちゃ駄目なんだよ」と答えたところ、舞台の袖にいたコロムビア・トップが鬼の形相で飛び出して来た。トップは一拍の間を置いた後、こん平を突き飛ばし、座布団を全部取り上げて下がった。大喜利への乱入という前代未聞の珍事に場内は大爆笑。当時の司会者だった五代目三遊亭圓楽は「よく言った!!こん平さんに座布団5枚!!」と言って締めた。
- 1990年11月21日に日本コロムビア版の日本語吹き替えとしてビデオで発売された『早射ちマック 昇天ビスケット/他』では、コロムビア・トップがナレーション役を演じた。

## 出演番組
- テレビ
  - 昭和歌謡大全集（テレビ東京）
  - 年忘れにっぽんの歌（テレビ東京）
- ラジオ
  - コロムビア・トップのお早よう6時です（ニッポン放送）
  - コロムビア・トップのほがらか歌謡曲（ニッポン放送）

## 著書
- 『珍ゲームと福引』コロンビア/トップ・ライト 鶴書房 1964
- 『恍惚のお遊び トップの青春千夜一夜物語』日本文華社 文華新書　1967
- 『司会者用せりふ入り歌謡集』編著 三交社 1973
- 『オレは芸人議員だ』商業経済新聞社、1988年12月25日。